# Филиц, Александр фон
Александр фон Филиц (нем. Alexander von Fielitz; 26 декабря 1860, Лейпциг — 29 июля 1930, Бад-Зальцунген) — немецкий композитор, дирижёр и музыкальный педагог.

## Биография
Учился в Дрездене у Юлиуса Шульгофа (фортепиано) и Эдмунда Кречмера (композиция). Работал театральным дирижёром в Цюрихе, Любеке, Лейпциге, в 1905—1908 годах дирижировал и преподавал в Чикаго. По возвращении в Германию преподавал в берлинской Консерватории Штерна, с 1915 года возглавлял её. Композиторское наследие фон Филица включает оперы «Вендетта» (1891) и «Тихая деревня» (нем. Das stille Dorf; 1900), а также множество песен, входивших в репертуар таких выдающихся исполнителей этого жанра, как Раймунд фон цур Мюлен и Людвиг Вюльнер.